# Liturgická obnova
Jako liturgická obnova se zpravidla označuje etapa vývoje liturgie římskokatolické církve, jejímž charakteristickým rysem je snaha vrátit liturgii původní smysl, jaký měla v prvních stoletích křesťanského letopočtu. Z prvků, které se součástí liturgie staly až v pozdější době, má být ponecháno to, co její smysl rozvíjelo, a opuštěno to, co její smysl porušovalo.
Tendence směřující k liturgické obnově se ve větší míře objevovaly od přelomu 19. a 20. století. Mezníkem obnovy byl druhý vatikánský koncil, jehož konstituce Sacrosanctum Concilium (1963) deklarovala zásady pro provedení liturgické obnovy. V praktické rovině se obnova liturgie projevila liturgickou reformou, provedenou v podstatné míře kolem přelomu 60. a 70. let 20. století.